# Champigneul-Champagne
Champigneul-Champagne település Franciaországban, Marne megyében. Lakosainak száma 323 fő (2022. január 1.). Champigneul-Champagne Athis, Aulnay-sur-Marne, Cherville, Jâlons, Matougues, Pocancy, Saint-Pierre és Thibie községekkel határos.

## Népesség
A település népességének változása:
| Lakosok száma | 298  | 261  | 262  | 261  | 312  | 310  | 314  | 319  | 322  | 323  |
|               | 1968 | 1982 | 1990 | 2006 | 2013 | 2015 | 2017 | 2019 | 2020 | 2022 |